# Schöne-Aussicht-Hütte
Die Schöne-Aussicht-Hütte (auch Schutzhütte Schöne Aussicht, italienisch Rifugio Bella Vista) ist eine private alpine Schutzhütte in den Ötztaler Alpen auf einer Höhe von 2842 m s.l.m. (nach anderen Angaben 2845 m). Sie liegt knapp südwestlich des Hochjochs im Schnalskamm, der die Grenze zwischen dem österreichischen Nordtirol und dem italienischen Südtirol darstellt. Die Hütte liegt unweit der Grenze auf italienischem Gebiet in unmittelbarer Nähe des durch die Schnalstaler Gletscherbahn erschlossenen Skigebiets.

## Geschichte
Unterstützt von Franz Senn errichtete Benedikt Klotz aus Vent bereits 1869 einen ersten Unterstand am Hochjoch, der jedoch nicht lange existierte. Ab 1886 baute Serafin Gurschler aus Kurzras einen Weg und eröffnete 1890 eine neue Hütte, die bereits teilweise einfach bewirtschaftet wurde. 1896/1897 wurde die zu klein gewordene Hütte erweitert und durchgehend bewirtschaftet. 1904 erfolgte ein Zubau. Nach einer Zeit der Schließung während des Ersten Weltkriegs eröffnete der Sohn des Erbauers, Hermann Gurschler, die Schöne Aussicht 1924 wieder und begann sie ab 1932 auch im Winter zu bewirtschaften. 1933 erreichte das Haus nach einer neuerlichen Erweiterung die heutige Größe, ab dem folgenden Jahr wurde es ganzjährig bewirtschaftet. Während des Zweiten Weltkriegs blieb die Hütte geschlossen, 1953 erhielt sie eine Materialseilbahn. Seit dem Bau der Liftanlagen 1975 liegt die Hütte in Skigebietsnähe.
Seit 1999 befindet sich die Schöne-Aussicht-Hütte im Besitz von Paul Grüner. 2006 erfolgte eine umfangreiche Renovierung.
Über das Hochjoch, vorbei an der Schönen-Aussicht-Hütte, führt eine Route, auf der Anfang Juni Schafe vom Schnalstal ins Ötztal getrieben werden, um Mitte September auf gleichem Weg zurückzukehren.

## Anstiegsmöglichkeiten
Der übliche Anstieg führt von Süden von Kurzras im Schnalstal auf breitem, markiertem Weg in etwa zwei Stunden zur Hütte. Bei Nutzung der Schnalstaler Gletscherbahn kann die Hütte von der Bergstation auf der Grawand in einer Stunde erreicht werden.
Von Norden ist die Hütte in etwa fünf Stunden von Vent zu erreichen. Dieser ebenfalls markierte Anstieg führt am Hochjochhospiz vorbei, einer Schutzhütte im hinteren Rofental. Vom Hochjochhospiz führt der Steig hinunter zur Brücke über den vom Hintereisferner herabkommenden Hintereisbach. Nun hinauf durch das Hochjochfernertal zum Hochjoch, stets westlich des vom Hochjochferner gespeisten Bachs.

## Tourenmöglichkeiten
Die üblichen Gipfeltouren von der Hütte sind folgende:
- Weißkugel (3739 m)
- Innere Quellspitze (3516 m)
- Fineilspitze (3516 m)
- Im Hintern Eis (3270 m)

Übergänge sind zum Hochjoch-Hospiz, zur Similaunhütte und zur Martin-Busch-Hütte möglich.

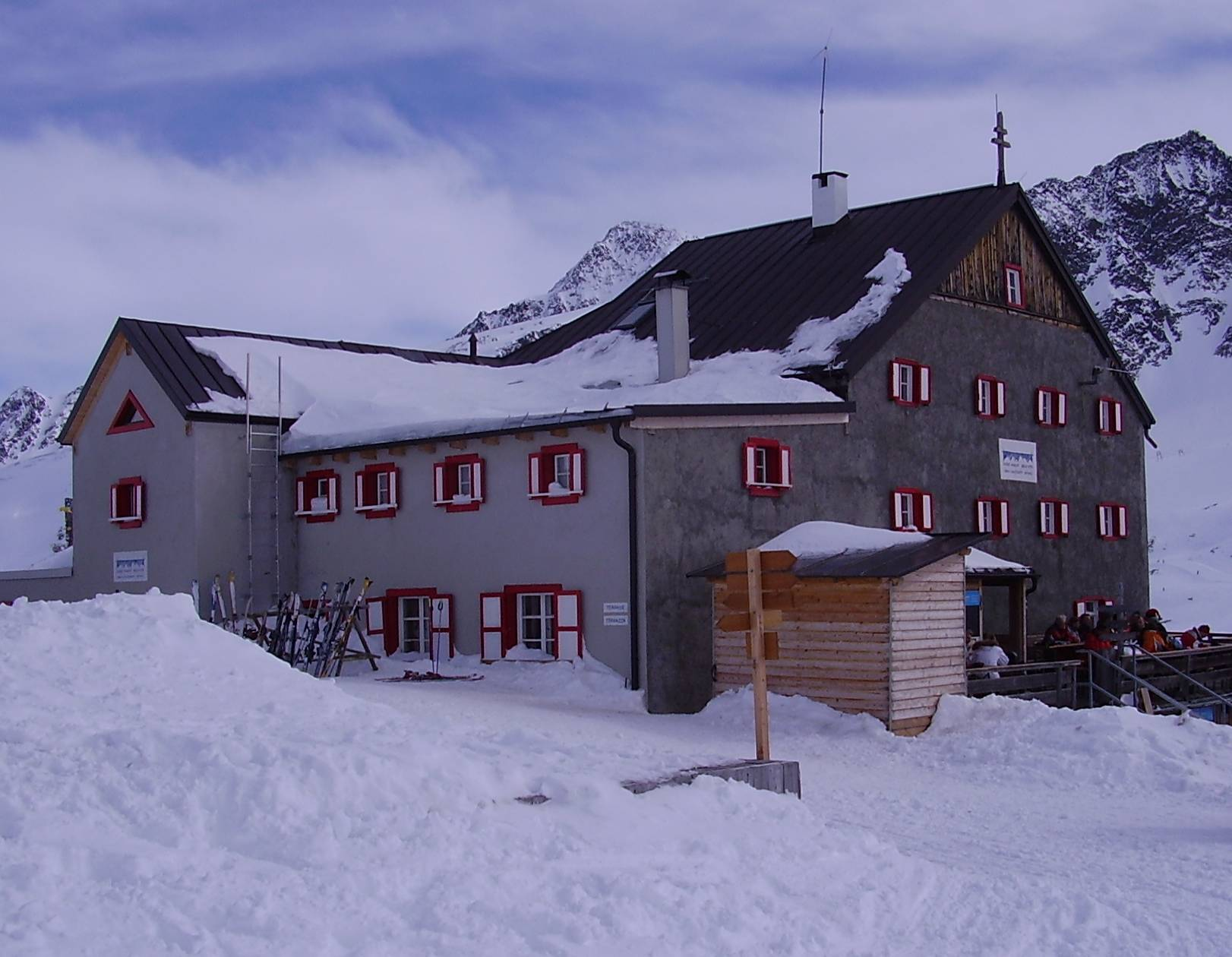
Schöne-Aussicht-Hütte im Winter
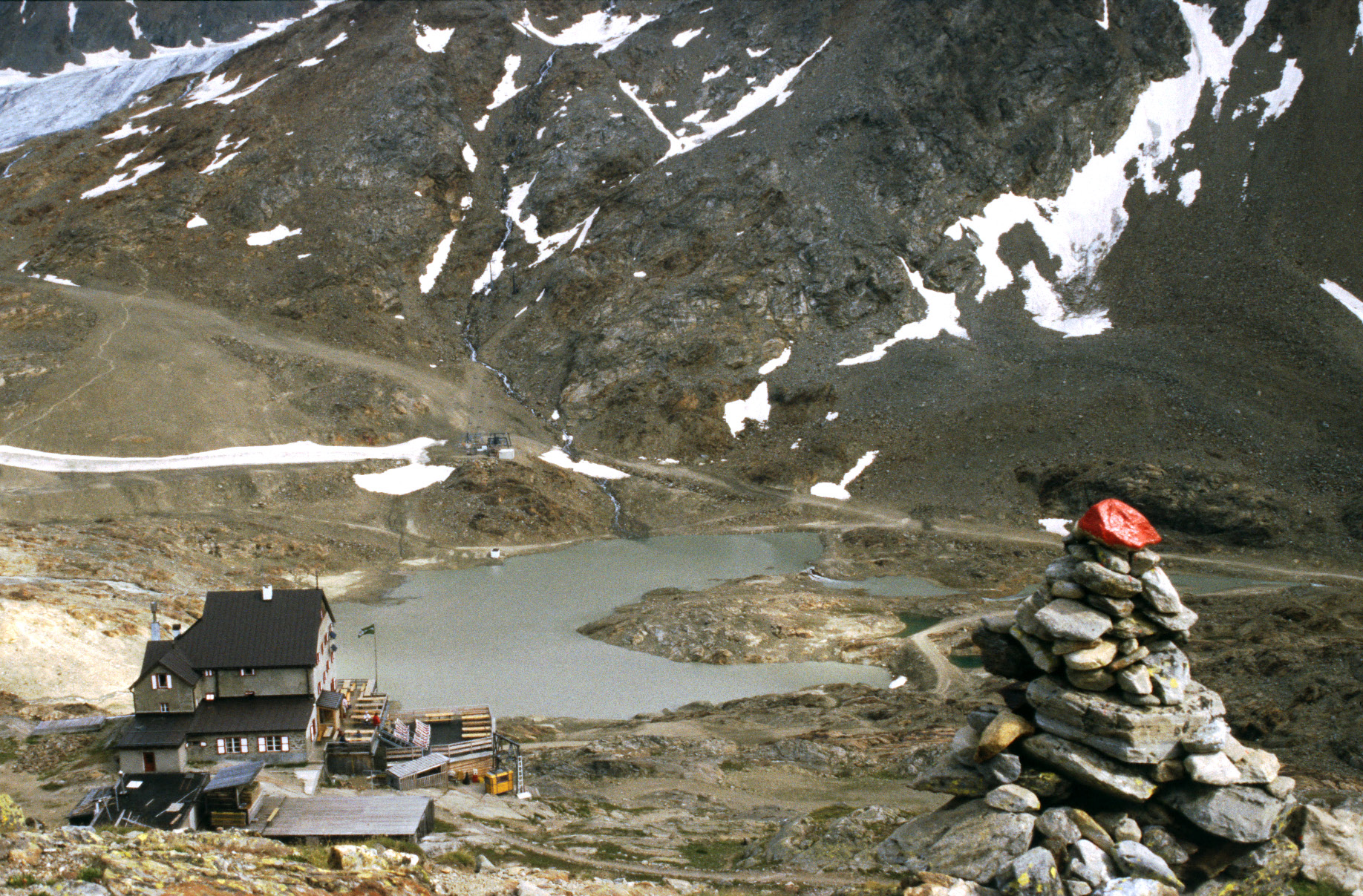
Blick aus Nordwest mit vom Hochjochferner ge-speistem Gletschersee
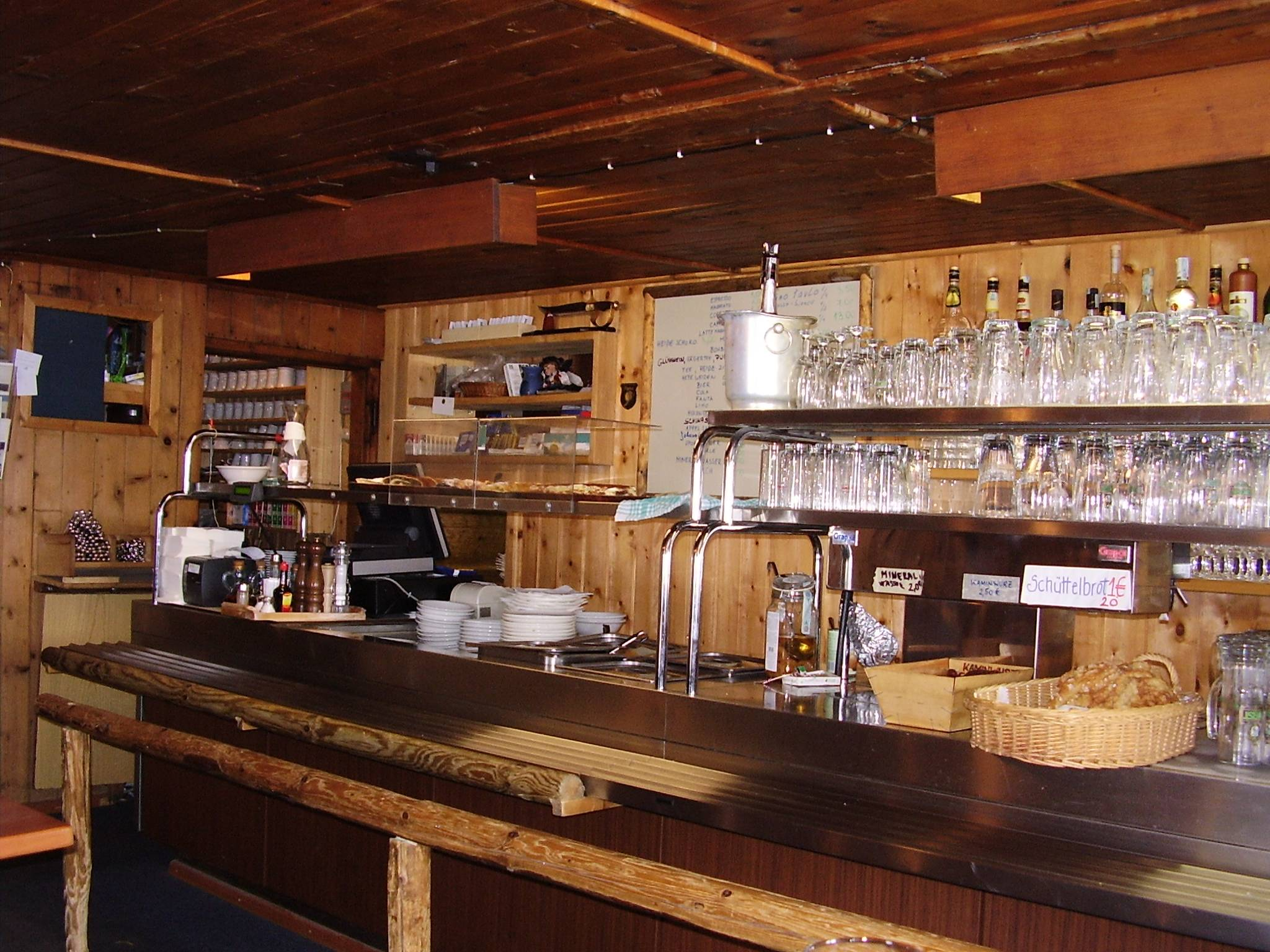
Essen- und Getränkeausgabe
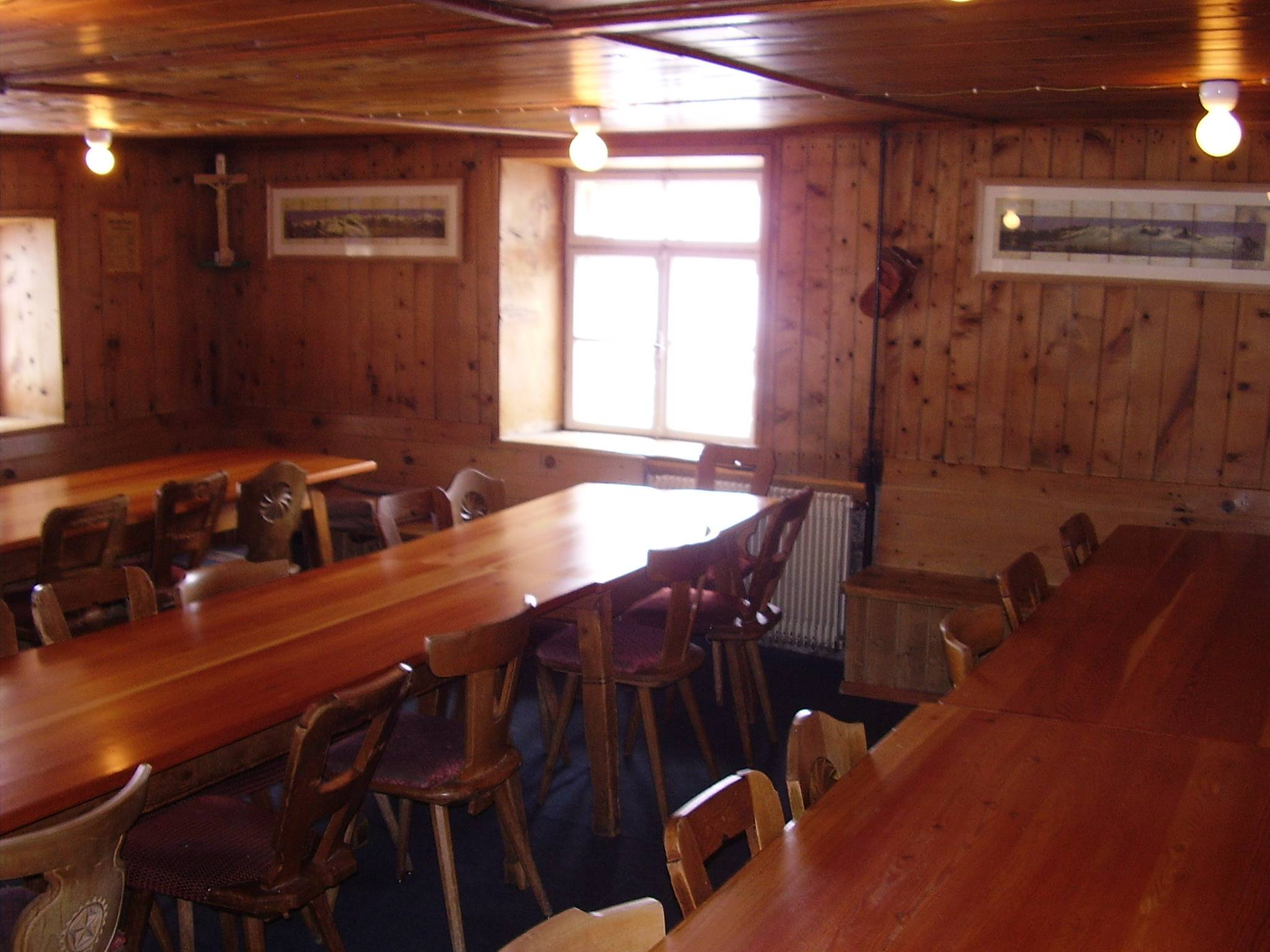
Eine von drei Gaststuben
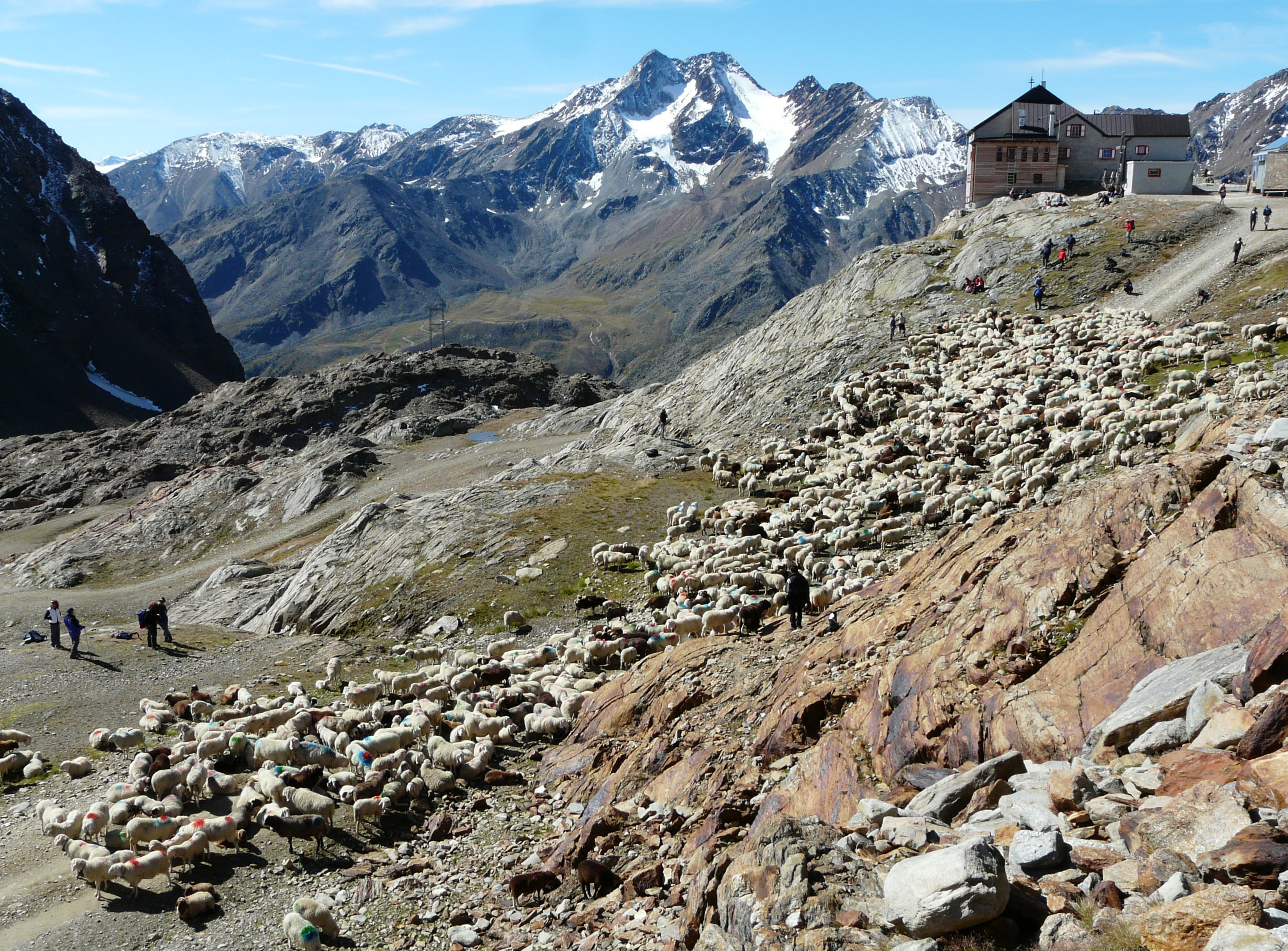
Schaftrieb nach Kurzras mit Schöne-Aussicht-Hütte

## Wetterstationen
In der Nähe der Hütte betreibt das Geografie-Institut der Universität Innsbruck zwei automatische meteorologische Wetterstationen: Bella Vista und Latschbloder.